# Lysmata boggessi
El camarón limpiador de la India (Lysmata boggessi) es una especie de camarón limpiador de la familia Lysmatidae, orden Decapoda. Es un camarón omnívoro, el cual se alimenta generalmente de parásitos y tejidos muertos. 
Este camarón limpiador es una parte importante del ecosistema de arrecife. Se ha podido observar que los peces con parásitos acuden a "estaciones de limpieza" en los arrecifes. Allí, ciertas especies de peces, y varias especies de camarones limpiadores, acuden en gran cantidad a ayudar a los peces infestados, pudiendo incluso entrar en la boca y hasta en la cavidad de las agallas, sin ser comidos.
Muchas especies de Lysmata, incluyendo a L. boggessi, son seguras y benéficas en los acuarios de agua salada, ya que como su nombre lo indica, limpian el acuario y, ocasionalmente, a los peces que en él se encuentran.

## Morfología
Tiene el mismo tamaño y la misma coloración que Lysmata seticaudata y Lysmata wurdemanni.

## Distribución
Habita en las costas del Golfo de Bengala, situado en la India.